# Shillong Lajong Football Club
El Shillong Lajong FC es un equipo de fútbol de la India que milita en la I-League.

## Historia
Fue fundado en el año 1983 en la ciudad de Shillong, en el Estado de Meghalaya por Shri Kitdor Syiem y Shri P. D. Sawyan con el nombre Lajong FC y con el objetivo de promover el fútbol en el Estado y fomentarlo entre los jóvenes; y el principal motivo fue el éxito que tuvo el equipo del Noreste en la Meghalaya Invitation Cup en 1982.
En 1983 el club debutó en la tercera división de la Shillong Sports Association League y ese año ganó el título, logrando el ascenso a la segunda división, y un año más tarde ascendió a la primera división. En 1989 llegaron a la final del Shillong Championship ante el Blue Max FC y obtuvieron el título de la liga.
En 1990 ganaron la Meghalaya Invitation Cup venciendo en la final al Navajyoti FC luego de siete años de ausencia de la copa. En 2009 el club ascendió a la I-League 2, la segunda división de la India y en esa temporada lograron el ascenso a la I-League, aunque en su debut perdieron 1-2 ante el JCT FC y en su primer partido de local vencieron a Air India FC 3-0 ante 30,000 espectadores, aunque en su siguiente partido en casa perdieron 1-2 ante el Mohun Bagan AC. En esa temporada descendieron a la segunda división tras terminar en la última posición.
En la temporada 2010/11 lograron retornar a la I-League tras vencer en la final al Mohammedan SC Calcuta el 13 de mayo de 2011, liga en la que se encuentran desde entonces.

## Palmarés
- I-League 2: 1

2010/11
- Shillong Championship: 1

1988/89
- Shillong Division 2: 1

1984/85
- Shillong Division 3: 1

1983/84
- Meghalaya Invitation Cup: 1

1990